# Thaumatocranaus splendidus
Espèce
Thaumatocranaus splendidus est une espèce d'opilions laniatores de la famille des Ampycidae.

## Distribution
Cette espèce est endémique du département d'Amazonas en Colombie. Elle se rencontre vers Leticia.

## Description
Le mâle holotype mesure 3,45 mm.

## Systématique et taxinomie
Cette espèce a été décrite par Hara, Bragagnolo et Pinto-da-Rocha en 2017.

## Publication originale
- Hara, Bragagnolo & Pinto-da-Rocha, 2017 : « Revision of Thaumatocranaus Roewer, 1932, with description of two new species (Opiliones: Laniatores: Gonyleptoidea). » Zootaxa, no 4254(4), p. 457–472.